# Phenetol
Phenetol ist eine organisch-chemische Verbindung und eine angenehm riechende, farblose Flüssigkeit. Da Phenetol formal als Ether aus Phenol und Ethanol aufgefasst werden kann, bezeichnet man es auch als Ethylphenylether oder Ethoxybenzol. Letzteres ist der systematische Name dieser Verbindung.

## Darstellung
Im Labormaßstab kann Phenetol durch die Veretherung von Phenol erhalten werden, z. B. durch Umsetzung mit Diethylsulfat in Gegenwart einer Base.

## Verwendung
Phenetol wird als Spezial-Lösungsmittel im Labor und bei zahlreichen organischen Synthesen verwendet.